# Route nationale 25 (Niger)
Pour les articles homonymes, voir Route nationale 25, N25 et RN25.
La route nationale 25 (N25 ou RN25) est une route nationale du Niger.
La route est la deuxième plus longue du Niger et va de la capitale Niamey via Tahoua, Agadez et Arlit jusqu'à Assamaka.
C'est la seule route qui va jusqu'au nord du Niger.
La N25 a une longueur de 1 330 km.

## Parcours
La N25 commence dans la capitale Niamey de son croisement avec la N1 et se dirige vers le nord-est.
La route est goudronnée, également à l'extérieur de Niamey, et traverse un paysage plat et désertique, avec de petits villages dispersés.
À Baleyara, elle croise la N23.
La route traverse Filingué puis à Abala puis s'oriente vers l'est.
La N25 traverse Tahoua puis continue vers le nord-est avant que les routes N16 et N22 bifurquent de la N25.
La route traverse le désert sur plus de 350 kilomètres jusqu'à Agadez.
À Agadez, Elle croise la N11 qui va jusqu'à la ville de Zinder au sud.
Depuis Agadez, la N25 parcourt plus de 220 kilomètres vers le nord ☆pour atteindre la ville minière d'Arlit.
Depuis Arlit, la N25 continue vers le nord-ouest sur 200 kilomètres supplémentaires à travers un paysage désertique plat.
Elle atteint ensuite la frontière avec l'Algérie à Assamaka.
Du côté algérien, la N1 continue vers le nord jusqu'à Tamanrasset.

## Réseau
Le tronçon de la N25 entre Arlit et Agadez fait partie De la route transsaharienne.
Le tronçon de la N25 entre Arlit et Tahoua est le premier tronçon de la Route de l'Uranium de 650 kilomètres qui transporte les produits de l'exploitation de l'uranium au Niger.
La Route de l'Uranium se poursuit par la N29, la N1 et la N7 jusqu'à la frontière entre le Bénin et le Niger.
La destination du transport routier est le port de Cotonou. La Route de l'Uranium a été goudronnée entre 1976 et 1980. Des ententes avec les sociétés minières d'uranium en assurent l'entretien.

## Tracé
- Niamey
- Région de Tillabéri
  - Baléyara (km 99)
  - Filingué (km 178)
  - Abala (km 246)
  - Sanam (km 301)
- Région de Tahoua
  - Tébaram (km 366)
  - Tahoua
  - Abalak
- Région d'Agadez
  - Agadez
  - Arlit
  - Assamaka